# Канатная дорога Ялта — Горка
Канатная дорога «Ялта — Горка» (Малая канатная дорога) — одна из трёх действующих линий канатной дороги Большой Ялты.

## Основные сведения
Открытие состоялось в 1967 году. Вход на неё расположен в центре Ялты, рядом со зданием гостиницы «Таврида», верхняя станция находится на холме Дарсан. Протяжённость дороги 600 м, перепад высот — 120 м, время в пути — 12 минут, каждая кабинка рассчитана на двух пассажиров.
На вершине холма Дарсан находится мемориальный комплекс Холм Славы.

## В кино
- Асса (1987)
- Прикосновение (1992)
- Вечная жизнь Александра Христофорова (2018)
- Сваты(2010)